# Рессакада (стадион)
«Адербаль Рамос да Силва» или «Рессакада» — футбольный стадион, открытый 15 ноября 1983 года в  с максимальной вместимостью около 19 000 человек. Стадион принадлежит футбольному клубу «Аваи». Его официальное название дано в честь Адербала Рамоса да Силвы, который был президентом Федерации футбола Санта-Катарины , а также губернатором штата.
На стадионе «Рессакада» было сыграно несколько матчей сборной Бразилии по футболу , а также олимпийской сборной Бразилии по футболу .
Этот стадион не следует путать с бывшим стадионом Блуменау , который также назывался Estádio Aderbal Ramos da Silva. Однако он получил прозвище DEBA и имел максимальную вместимость 4000 человек.

## История
В 1982 году, чтобы заменить старый стадион «Адольфо Кондер», Аваи купил земельный участок недалеко от международного аэропорта Эрсилиу Луз. Строительными работами руководил Каиро Буэно, а проектом стадиона занимался архитектор Дави Феррейра Лима.
Первый матч был сыгран 15 ноября 1983 года, когда Васко да Гама обыграл Аваи со счетом 6:1. Первый гол на стадионе забил игрок «Васко да Гамы» Уилсон Тадеи.
31 мая 1986 года состоялось торжественное открытие фонарей стадиона.
Рекорд посещаемости стадиона в настоящее время составляет 25 735 человек, он был установлен 17 июля 1988 года, когда Аваи обыграл Блюменау со счетом 2:1 в финале Campeonato Catarinense.